# Cladonia corallifera
Cladonia corallifera (Kunze) Nyl. (1874), è una specie di lichene appartenente al genere Cladonia,  dell'ordine Lecanorales.
Il nome proprio deriva dal latino corallum, che significa corallo e dal suffisso -fero, -fera, che indica ha l'aspetto di, il portamento di, ad indicare la forma delle ramificazioni di questa specie, simili a quelle dei coralli.

## Caratteristiche fisiche
Il fotobionte è principalmente un'alga verde delle Trentepohlia.
All'esame cromatografico sono state rilevate tracce consistenti di acido usnico, acido didimico e acido thamnolico.

## Habitat
In ambienti residui di foreste nella savana, ai margini di zone sabbiose.

## Località di ritrovamento
La specie è stata rinvenuta nelle seguenti località:
- USA (Hawaii);
- Bolivia, Brasile, El Salvador, Guyana, Isole Canarie, Oceania, Suriname, Venezuela.

## Tassonomia
Questa specie appartiene alla sezione Cocciferae; a tutto il 2008 sono state identificate le seguenti forme, sottospecie e varietà:
- Cladonia corallifera f. corallifera (Kunze) Nyl. (1874).
- Cladonia corallifera f. foliolosa Trass (1963).
- Cladonia corallifera subsp. corallifera (Kunze) Nyl. (1874).
- Cladonia corallifera subsp. subdigitata Vain.
- Cladonia corallifera var. corallifera (Kunze) Nyl. (1874).
- Cladonia corallifera var. gracilescens Vain.
- Cladonia corallifera var. kunzeana Vain.
- Cladonia corallifera var. transcendens Vain.